# Trichosanthes cucumerina
Trichosanthes cucumerina är en gurkväxtart. Trichosanthes cucumerina ingår i släktet Trichosanthes och familjen gurkväxter.

## Underarter
Arten delas in i följande underarter:
- T. c. anguina
- T. c. cucumerina

## Bildgalleri

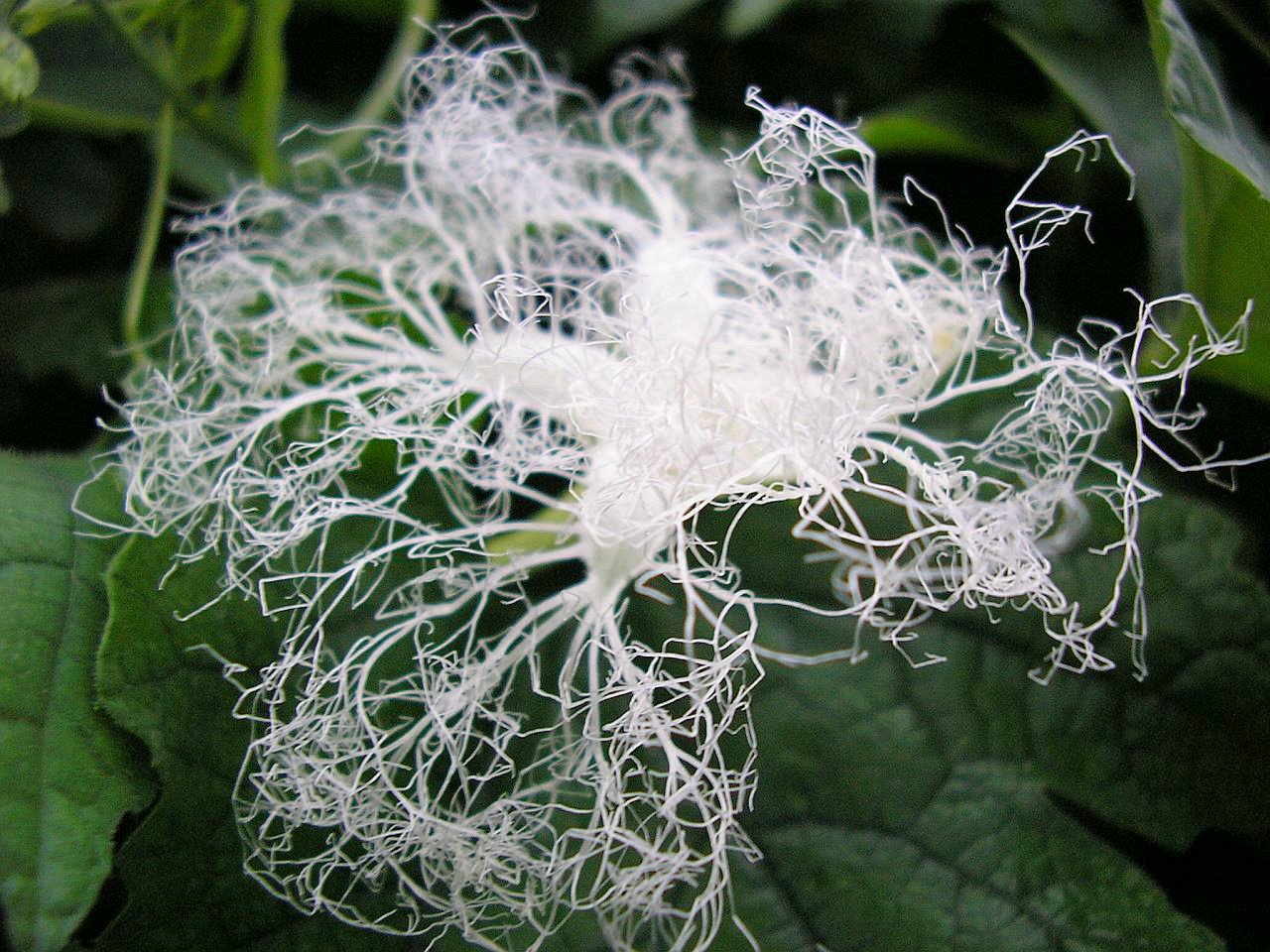
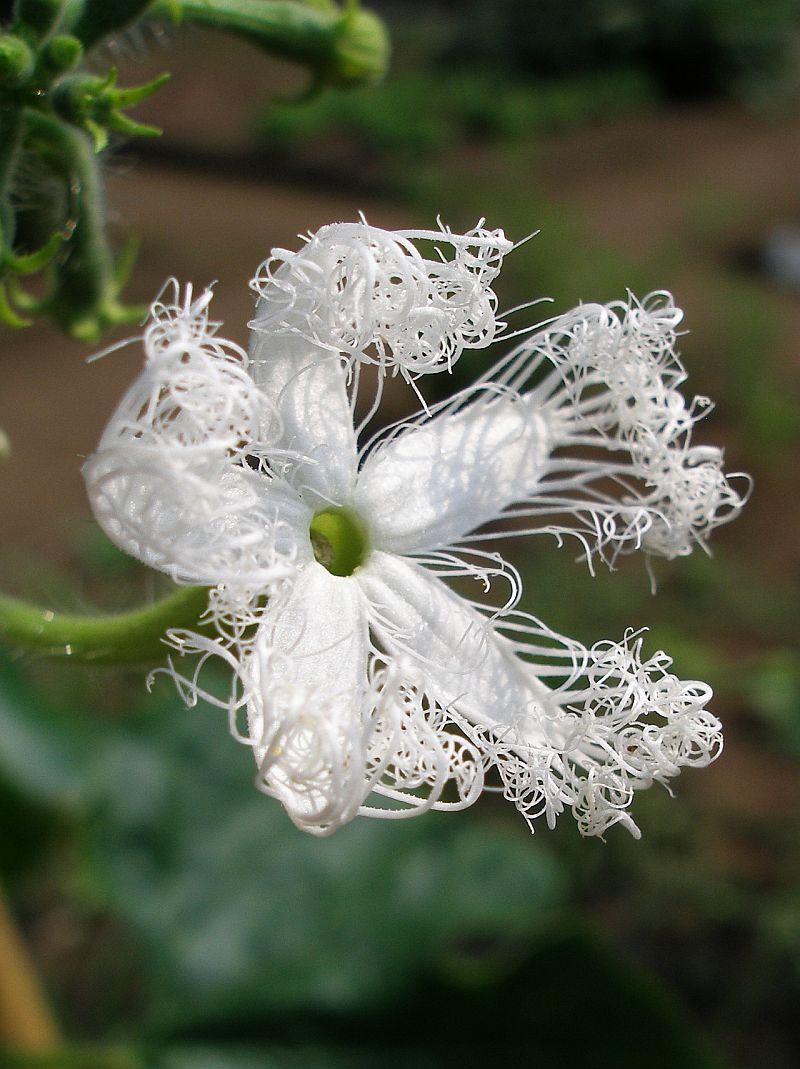
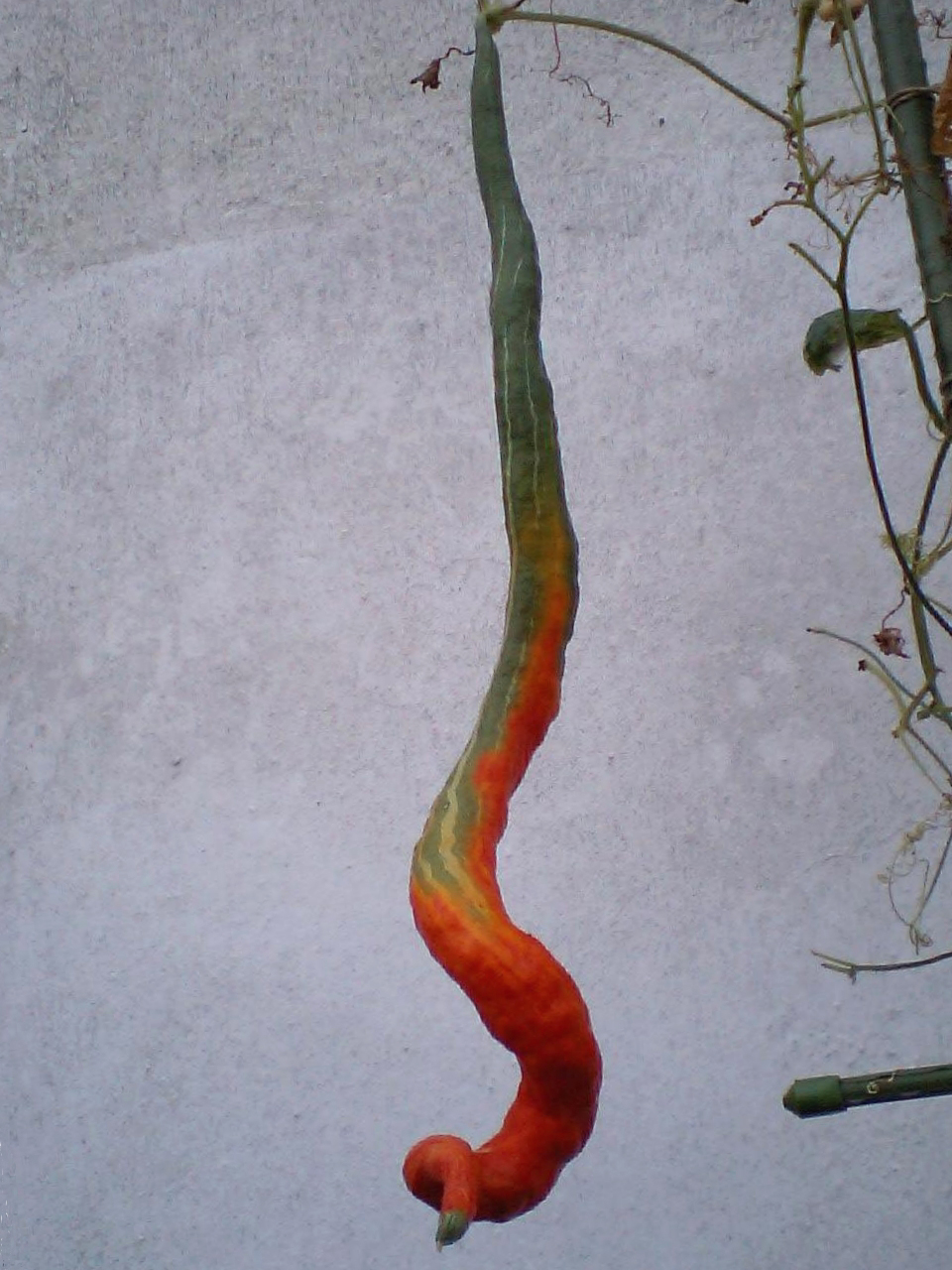
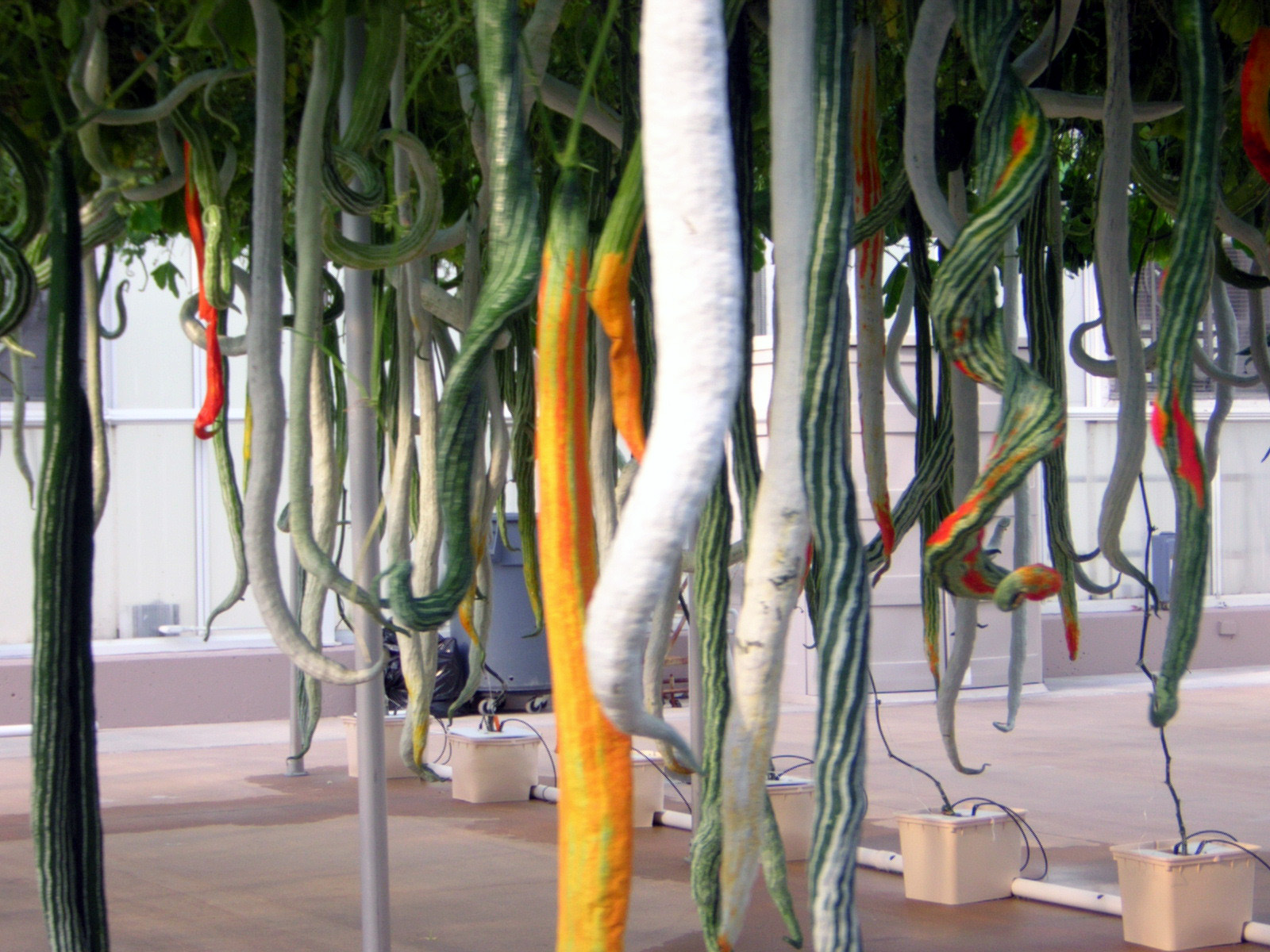
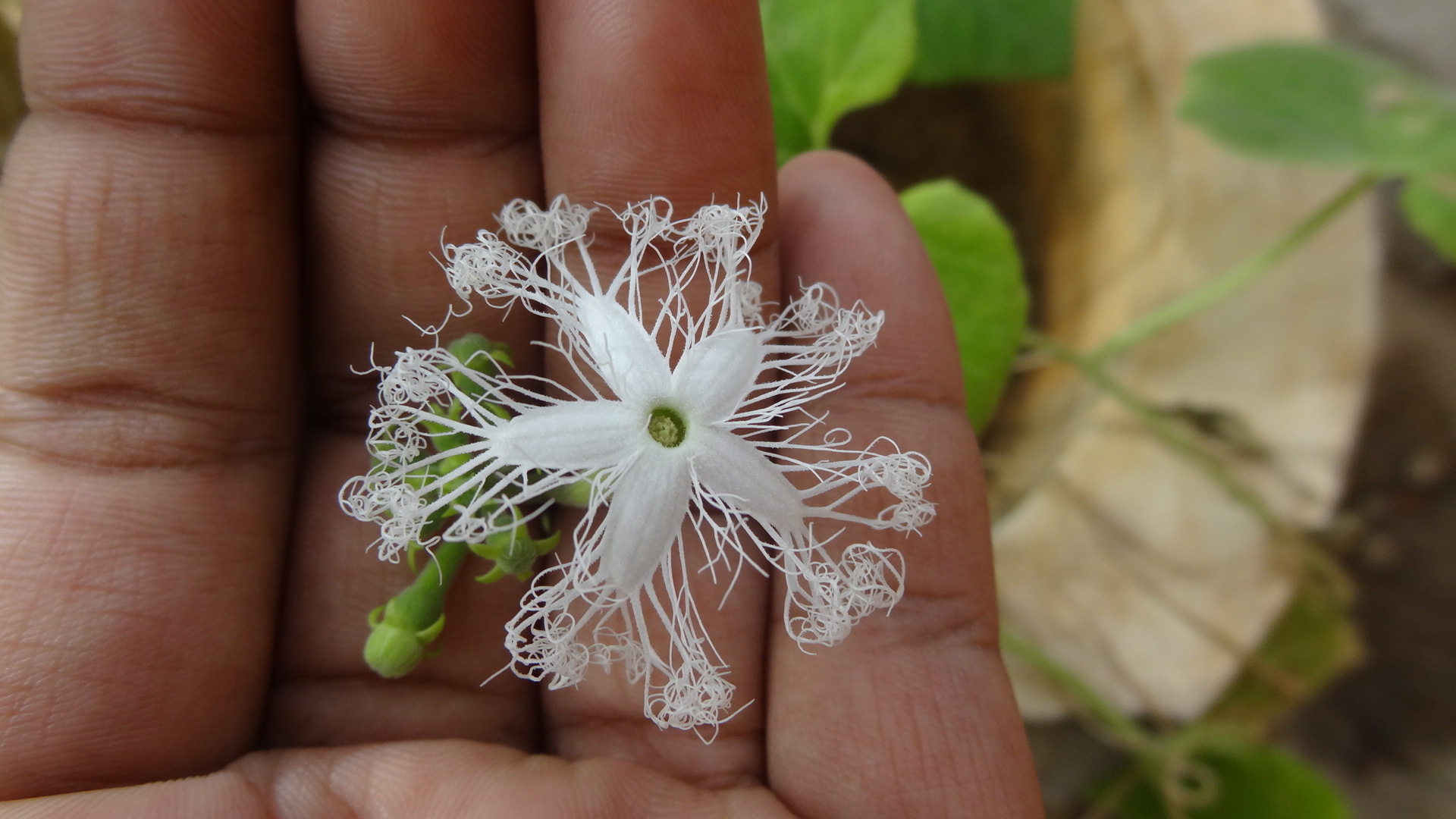